# 卡拉柯伊
卡拉柯伊（Karaköy）是土耳其伊斯坦布尔贝伊奥卢区的一个街区，位于博斯普鲁斯海峡的欧洲一侧，金角湾口北岸。旧名加拉达（Galata）。
卡拉柯伊是该市重要商业中心和交通枢纽，也是历史最悠久的地区之一。

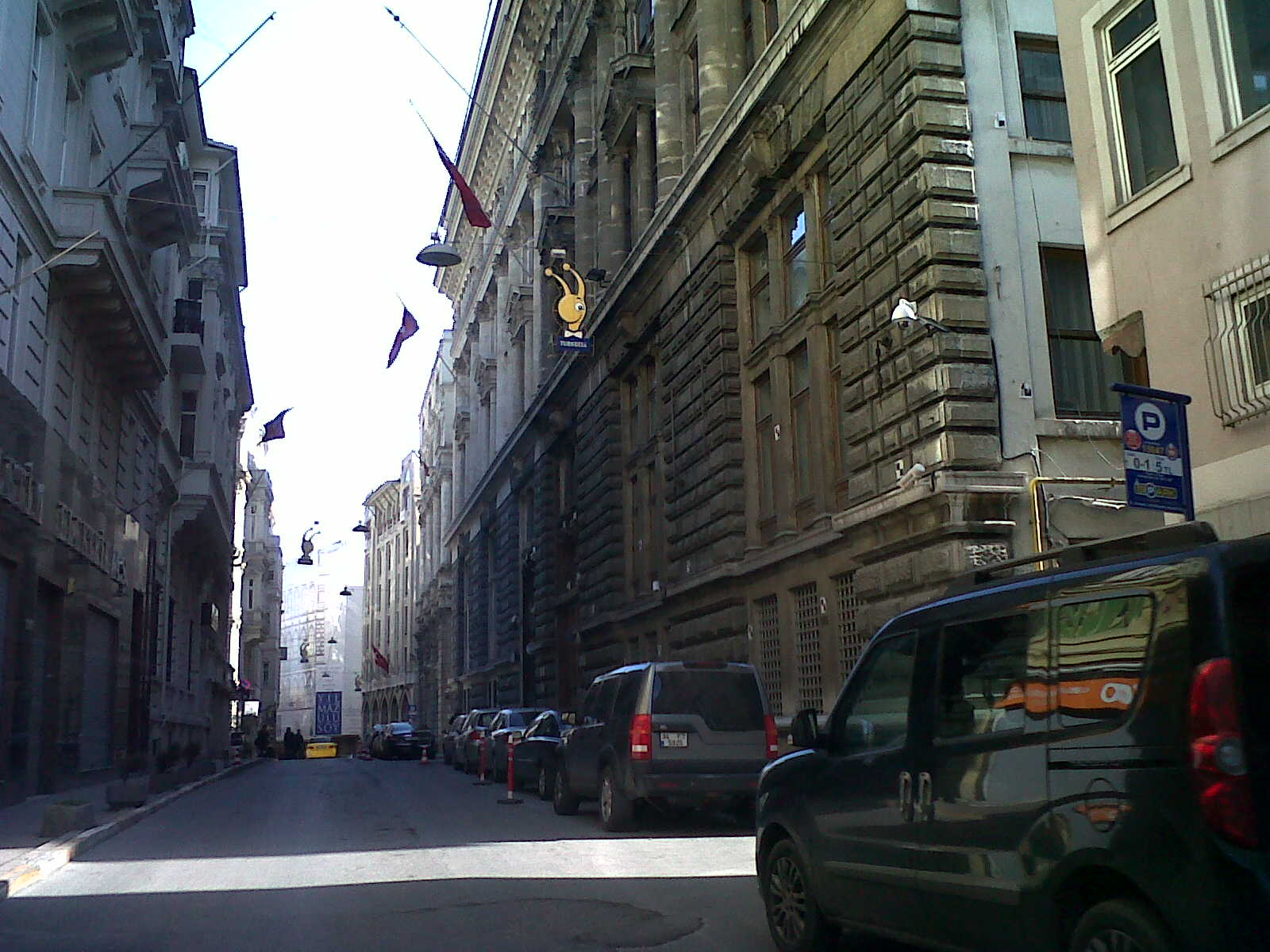
银行街

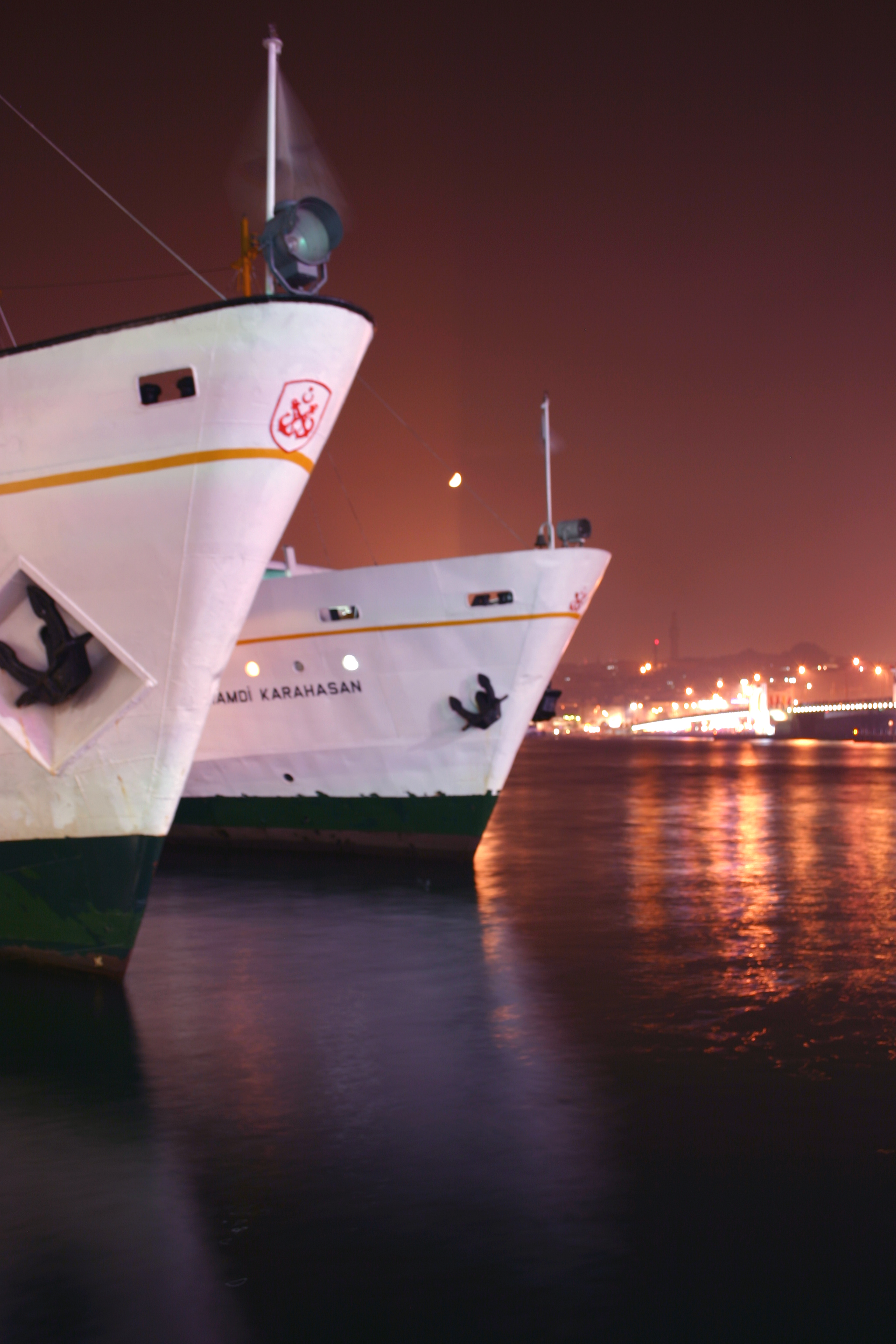

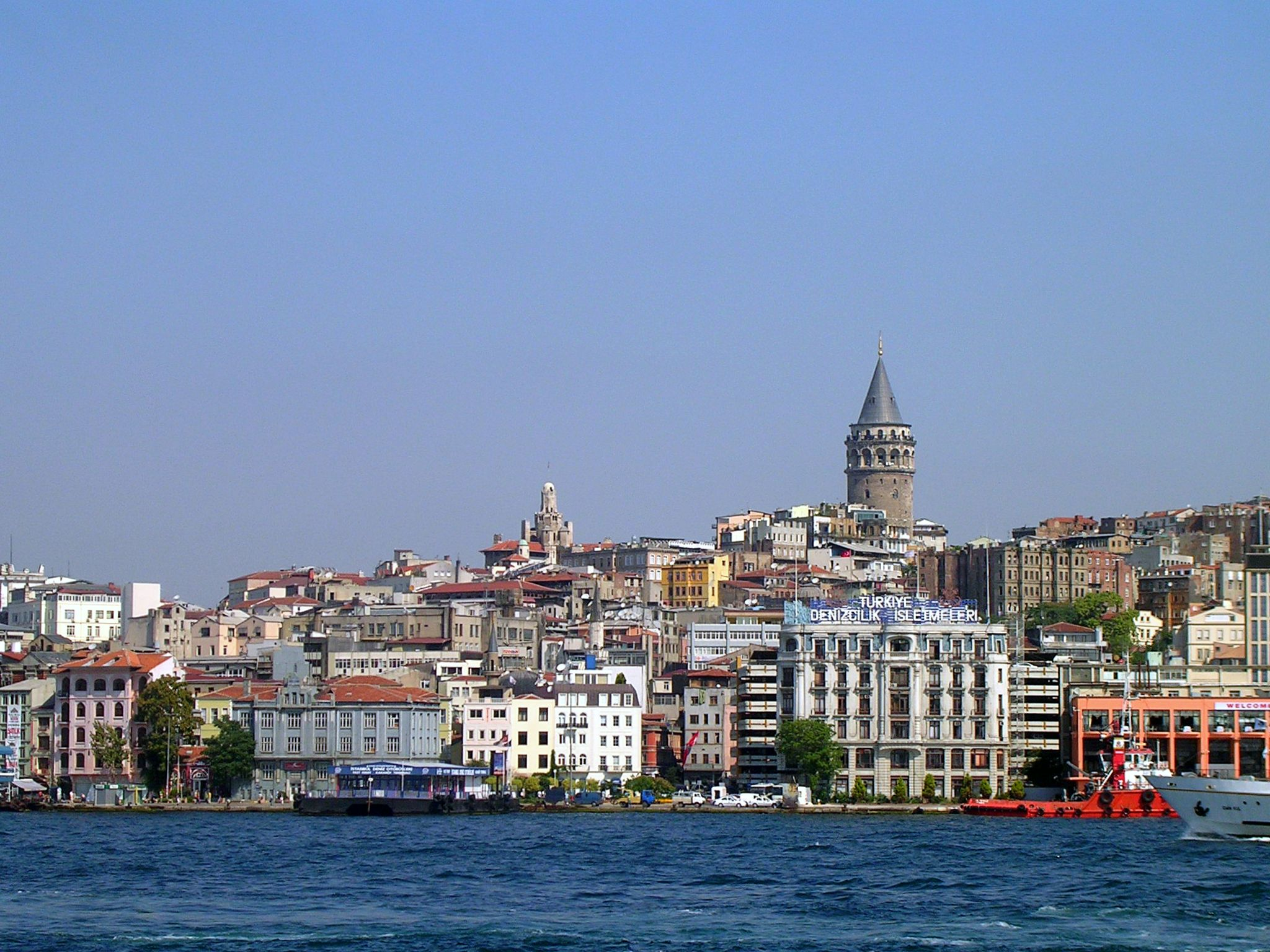

该街区古迹众多，包括：
- 加拉达石塔
- 卡莫多阶梯
- 阿拉伯清真寺
- 和平谷犹太会堂
- 意大利犹太会堂
- 圣伯多禄圣保禄堂
- 圣本笃堂